# Gabriel Brunhes
Pour les autres membres de la famille, voir Famille Brunhes.
Pour les articles homonymes, voir Brunhes.
Gabriel Brunhes, né le 5 septembre 1874 à Saint-Flour et mort le 24 février 1949 à Montpellier, est un ecclésiastique français. Il a été évêque de Montpellier de 1932 à sa mort.

## Biographie

### Famille
Victor Marie Gabriel Brunhes naît le 5 septembre 1874 à Massalès-Bas, commune de Saint-Flour. Il est le quatrième fils et le cinquième enfant de Julien Brunhes, professeur de mathématiques, et de Nathalie Durand. Il est le frère des universitaires Bernard Brunhes, géophysicien, professeur à la faculté des sciences de Clermont-Ferrand, et Jean Brunhes, géographe, professeur au Collège de France.

### Vie sacerdotale
En 1895, il entre au séminaire de Saint-Sulpice à Issy-les-Moulineaux. Au séminaire, il se lie d'amitié avec Henri Breuil, le futur préhistorien, entré la même année que lui.
Il est ordonné prêtre le 8 juillet 1900, pour le diocèse de Saint-Flour. C'est en Suisse, à l'université de Fribourg, qu'il obtient le doctorat en philosophie. Comme ses frères, en particulier Jean, le géographe, et Joseph, l'avocat, il est engagé dans les mouvements du catholicisme social et proche du Sillon de Marc Sangnier.
En 1906, il est nommé professeur de théologie au Grand Séminaire de Dijon ; il y reste jusqu'en 1932.
Il est nommé évêque de Montpellier (et des sièges réunis de Lodève, Béziers, Agde et Saint-Pons-de-Thomières) le 20 mai 1932, en remplacement de René-Pierre Mignen transféré à Rennes, et sacré le 20 août 1932 par Pierre Petit de Julleville, alors évêque de Dijon.
Comme son prédécesseur, il doit faire face aux conflits qui ont suivi la condamnation de l'Action française par le pape. Surtout en 1933 et 1934, il s'oppose à L'Éclair, journal régional des catholiques, et à la confrérie des Pénitents blancs qui restent proches de l'Action française ; l'affaire jette le trouble dans une quarantaine de paroisses et dans les œuvres catholiques jusqu'à la levée des sanctions en 1939.

## Œuvres
- Christianisme et catholicisme, Paris, Beauchesne, 1924, 460 p.
- La foi et sa justification rationnelle, Paris, Bloud et Gay, 1947.